# Alicia Keys/Auszeichnungen für Musikverkäufe

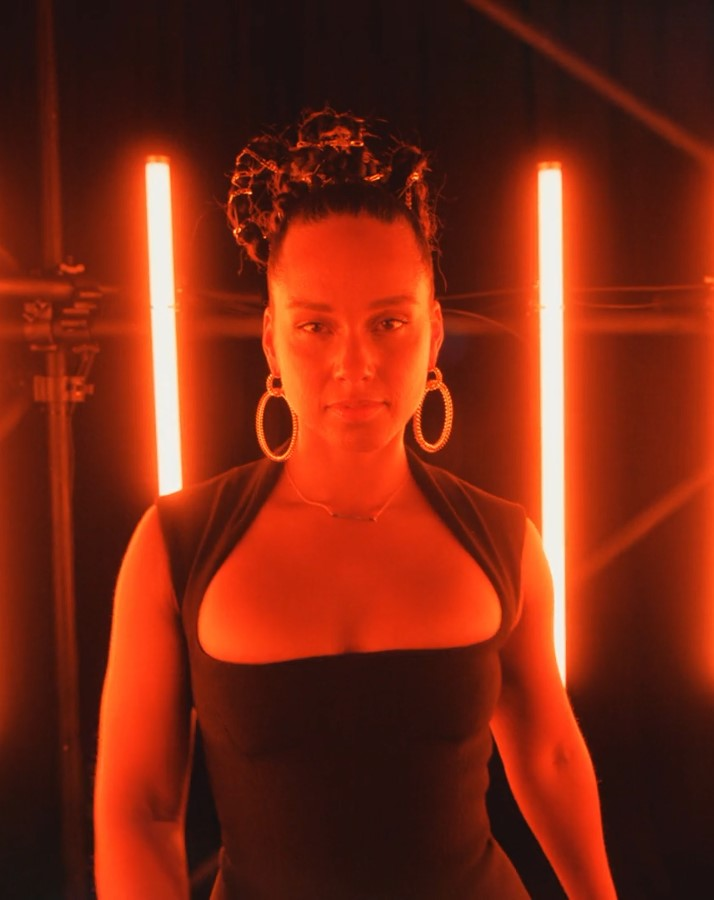
Alicia Keys (2019)

Dies ist eine Übersicht über die Auszeichnungen für Musikverkäufe der US-amerikanischen R&B-Sängerin Alicia Keys. Die Auszeichnungen finden sich nach ihrer Art (Gold, Platin usw.), nach Staaten getrennt in chronologischer Reihenfolge, geordnet sowie nach den Tonträgern selbst, ebenfalls in chronologischer Reihenfolge, getrennt nach Medium (Alben, Singles usw.), wieder.

## Auszeichnungen
| - Kroatien - 2005: für das Album Songs in A Minor - Vereinigtes Königreich - 2013: für die Single Another Way to Die - 2013: für die Single Doesn’t Mean Anything - 2015: für das Album The Platinum Collection - 2017: für das Album Unplugged - 2024: für die Single You Don’t Know My Name - 2024: für die Single Un-Thinkable (I’m Ready) - 2024: für die Single Gangsta Lovin’ - Argentinien - 2003: für das Album The Diary of Alicia Keys - Australien - 2002: für die Single A Woman’s Worth - 2006: für das Videoalbum Unplugged - 2010: für das Album The Element of Freedom - 2014: für das Album Girl on Fire - 2021: für die Single Another Way to Die - Belgien - 2002: für das Album Songs in A Minor - 2005: für das Album The Diary of Alicia Keys - 2007: für das Album As I Am - 2008: für die Single No One - 2012: für die Single Girl on Fire - Brasilien - 2021: für die Single So Done - 2024: für die Single All of the Lights - Dänemark - 2008: für die Single Another Way to Die - 2010: für die Single Try Sleeping with a Broken Heart - 2013: für die Single Girl on Fire - 2014: für das Streaming Empire State of Mind - 2020: für die Single Fallin’ - 2021: für die Single My Boo - Deutschland - 2008: für die Single No One - 2010: für das Album The Element of Freedom - 2013: für das Album Girl on Fire - 2022: für die Single Underdog - 2022: für das Album Unplugged - 2022: für die Single If I Ain’t Got You - 2022: für die Single My Boo - 2023: für die Single All of the Lights - Finnland - 2013: für die Single Girl on Fire - Frankreich - 2002: für die Single Fallin’ - 2004: für das Album The Diary of Alicia Keys - 2005: für das Videoalbum Unplugged - 2010: für die Single Empire State of Mind - 2012: für das Album Girl on Fire - 2018: für die Single No One - 2024: für die Single Underdog - Irland - 2007: für das Album As I Am - Italien - 2004: für das Album The Diary of Alicia Keys - 2010: für das Album The Element of Freedom - 2014: für die Single Empire State of Mind (Part II) Broken Down - 2014: für das Lied I Will Pray (Preghero) - 2015: für die Autorenbeteiligung Living for Love (Madonna) - 2019: für die Single Fallin’ - 2024: für die Single All of the Lights - Japan - 2002: für das Album Songs in A Minor - 2004: für das Album The Diary of Alicia Keys - 2006: für das Album Unplugged - 2007: für das Album As I Am - 2010: für das Album The Element of Freedom - 2011: für die Single No One (Radio Edit) (Mobile Download) - 2011: für die Single No One (Download) - 2013: für die Single Empire State of Mind (Downloads) - 2014: für die Single Empire State of Mind (Digital) - 2014: für die Single If I Ain’t Got You (Digital) - Kanada - 2005: für das Album Unplugged - 2010: für die Single Try Sleeping With A Broken Heart - 2013: für das Album Girl on Fire - 2021: für die Single Underdog - Neuseeland - 2024: für das Album The Element of Freedom - Niederlande - 2005: für das Album Unplugged - 2007: für das Album As I Am - 2010: für das Album The Element of Freedom - 2013: für die Single Fallin’ - Norwegen - 2002: für das Album Songs in A Minor - 2003: für das Album The Diary of Alicia Keys - Österreich - 2001: für das Album Songs in A Minor - 2001: für die Single Fallin’ - 2008: für das Album As I Am - 2011: für die Single Empire State of Mind - 2013: für die Single Girl on Fire - Philippinen - 2013: für das Album Girl on Fire - Polen - 2004: für das Album Songs in A Minor - 2013: für das Album Girl on Fire - 2024: für das Album Here - Portugal - 2019: für die Single Girl on Fire - 2022: für die Single Empire State of Mind (Part II) Broken Down - 2022: für die Single Fallin’ - Russland - 2008: für das Album As I Am - Schweden - 2005: für das Album The Diary of Alicia Keys - Schweiz - 2013: für das Album Girl on Fire - 2020: für die Single Underdog - Singapur - 2021: für das Album The Diary of Alicia Keys - Spanien - 2008: für das Album As I Am - 2010: für das Album The Element of Freedom - 2024: für die Single Empire State of Mind (Part II) Broken Down - Vereinigte Staaten - 2005: für den Mastertone Karma - 2005: für das Videoalbum Unplugged - 2006: für den Mastertone If I Ain’t Got You - 2020: für die Single Karma - 2020: für die Single In Common - 2020: für die Single Fire We Make - 2020: für die Single Superwoman - 2020: für die Single A Woman’s Worth - 2022: für die Single City of Gods - 2022: für die Single Doesn’t Mean Anything - 2024: für die Single Brand New Me - Vereinigtes Königreich - 2013: für das Album Girl on Fire - 2020: für die Autorenbeteiligung/Produktion Million Dollar Bill (Whitney Houston) | - Australien - 2002: für die Single Gangsta Lovin’ - 2008: für das Album As I Am - 2021: für die Single Put It In A Love Song - Belgien - 2001: für die Single Fallin’ - 2012: für die Single Empire State of Mind - Dänemark - 2002: für das Album Songs in A Minor - 2008: für die Single No One - 2010: für die Single Empire State of Mind - 2012: für die Single Empire State of Mind (Part II) Broken Down - 2013: für das Streaming Girl on Fire - 2019: für das Album The Diary of Alicia Keys - 2019: für das Album The Element of Freedom - 2022: für die Single All of the Lights - Deutschland - 2002: für das Album Songs in A Minor - 2005: für das Album The Diary of Alicia Keys - 2010: für die Single Empire State of Mind - 2013: für die Single Girl on Fire - 2013: für das Album As I Am - 2023: für die Single Fallin’ - Europa - 2004: für das Album The Diary of Alicia Keys - 2008: für das Album As I Am - Frankreich - 2003: für das Album Songs in A Minor - 2008: für das Album As I Am - 2009: für das Album The Element of Freedom - Italien - 2002: für das Album Songs in A Minor - 2013: für die Single Girl on Fire - 2021: für die Single No One - 2021: für die Single If I Ain’t Got You - Kanada - 2005: für das Videoalbum Unplugged - 2009: für das Album The Element of Freedom - Neuseeland - 2001: für die Single Fallin’ - 2002: für das Album Songs in A Minor - 2004: für das Album The Diary of Alicia Keys - 2023: für die Single Empire State of Mind (Part II) Broken Down - 2024: für das Album Girl on Fire - Niederlande - 2001: für das Album Fallin’ - 2004: für das Album The Diary of Alicia Keys - 2013: für das Album Girl on Fire - Norwegen - 2001: für die Single Fallin’ - Österreich - 2022: für die Single Underdog - Polen - 2008: für das Album As I Am - 2010: für das Album The Element of Freedom - Portugal - 2008: für das Album As I Am - 2022: für die Single No One - 2022: für die Single If I Ain’t Got You - Schweden - 2001: für die Single Fallin’ - 2002: für das Album Songs in A Minor - 2009: für die Single No One - 2013: für die Single Girl on Fire - Schweiz - 2001: für die Single Fallin’ - 2003: für das Album The Diary of Alicia Keys - 2007: für das Album As I Am - 2010: für das Album The Element of Freedom - Spanien - 2002: für das Album Songs in A Minor - 2010: für die Single Looking for Paradise - 2024: für die Single If I Ain’t Got You - 2024: für die Single Empire State of Mind - 2025: für die Single Girl on Fire - 2025: für die Single Fallin’ - Vereinigte Staaten - 2006: für den Mastertone My Boo - 2008: für das Album Unplugged - 2008: für den Mastertone Like You’ll Never See Me Again - 2020: für die Single Try Sleeping with a Broken Heart - 2020: für das Album Girl on Fire - 2020: für die Single Like You’ll Never See Me Again - 2020: für die Single Empire State of Mind (Part II) Broken Down - 2022: für die Single Underdog - 2022: für die Single You Don’t Know My Name - 2024: für die Single Show Me Love - 2025: für die Single Diary - Vereinigtes Königreich - 2004: für das Album The Diary of Alicia Keys - 2020: für die Single Fallin’ - 2022: für die Single My Boo - 2024: für die Single Try Sleeping with a Broken Heart - Deutschland - 2023: für die Single Empire State of Mind (Part II) Broken Down | - Australien - 2015: für die Single All of the Lights - 2019: für die Single Empire State of Mind (Part II) Broken Down - 2019: für das Album The Diary of Alicia Keys - Italien - 2012: für die Single Empire State of Mind - Kanada - 2005: für das Album The Diary of Alicia Keys - 2008: für die Single No One - 2008: für den Ringtone No One - 2008: für das Album As I Am - 2013: für die Single Girl on Fire - 2021: für die Single Fallin’ - Mexiko - 2020: für die Single No One - Neuseeland - 2023: für das Album As I Am - Niederlande - 2003: für das Album Songs in A Minor - Schweiz - 2002: für das Album Songs in A Minor - 2013: für die Single Girl on Fire - Spanien - 2008: für die Single No One - Vereinigte Staaten - 2008: für den Mastertone No One - 2020: für das Album The Element of Freedom - Vereinigtes Königreich - 2021: für die Single Empire State of Mind (Part II) Broken Down - 2022: für die Single No One - 2022: für die Single All of the Lights - 2023: für das Album As I Am - 2024: für die Single If I Ain’t Got You - 2024: für die Single Girl on Fire - Australien - 2010: für die Single Empire State of Mind - 2019: für das Album Songs in A Minor - 2021: für die Single Fallin’ - Brasilien - 2024: für die Single Empire State of Mind - Europa - 2004: für das Album Songs in A Minor - Kanada - 2024: für die Single My Boo - Mexiko - 2023: für die Single Girl on Fire - Neuseeland - 2023: für die Single Girl on Fire - Portugal - 2010: für das Album The Platinum Collection - Vereinigte Staaten - 2010: für den Mastertone Empire State of Mind - Vereinigtes Königreich - 2002: für das Album Songs in A Minor - 2013: für das Album The Element of Freedom - 2024: für die Single Empire State of Mind - Australien - 2021: für die Single If I Ain’t Got You - Irland - 2003: für das Album Songs in A Minor - Kanada - 2023: für die Single If I Ain’t Got You - Neuseeland - 2024: für die Single If I Ain’t Got You - 2025: für die Single My Boo - 2025: für die Single All of the Lights - Vereinigte Staaten - 2025: für die Single Fallin’ - 2025: für die Single Un-Thinkable (I’m Ready) - Kanada - 2003: für das Album Songs in A Minor - Neuseeland - 2025: für die Single No One - 2025: für die Single Empire State of Mind - Vereinigte Staaten - 2020: für das Album The Diary of Alicia Keys - 2023: für die Single My Boo - 2025: für das Album As I Am - Australien - 2021: für die Single Girl on Fire - 2021: für die Single No One - Vereinigte Staaten - 2020: für das Album Songs in A Minor - 2024: für die Single All of the Lights - 2025: für die Single If I Ain’t Got You - Vereinigte Staaten - 2025: für die Single Girl on Fire - Vereinigte Staaten - 2024: für die Single Empire State of Mind - 2024: für die Single No One |

## Auszeichnungen nach Alben

### Songs in A Minor
| Land/Region                  | Auszeichnungen für Musikverkäufe (Land/Region, Auszeichnung, Verkäufe) | Verkäufe   |
| ---------------------------- | ---------------------------------------------------------------------- | ---------- |
| Australien (ARIA)            | 3× Platin                                                              | 210.000    |
| Belgien (BRMA)               | Gold                                                                   | (25.000)   |
| Dänemark (IFPI)              | Platin                                                                 | (50.000)   |
| Deutschland (BVMI)           | Platin                                                                 | (300.000)  |
| Europa (IFPI)                | 3× Platin                                                              | 3.000.000  |
| Frankreich (SNEP)            | Platin                                                                 | (300.000)  |
| Irland (IRMA)                | 4× Platin                                                              | (60.000)   |
| Italien (FIMI)               | Platin                                                                 | (100.000)  |
| Japan (RIAJ)                 | Gold                                                                   | 100.000    |
| Kroatien (HDU)               | Silber                                                                 | (3.000)    |
| Kanada (MC)                  | 5× Platin                                                              | 500.000    |
| Neuseeland (RMNZ)            | Platin                                                                 | 15.000     |
| Niederlande (NVPI)           | 2× Platin                                                              | (160.000)  |
| Norwegen (IFPI)              | Gold                                                                   | (15.000)   |
| Österreich (IFPI)            | Gold                                                                   | (20.000)   |
| Polen (ZPAV)                 | Gold                                                                   | (20.000)   |
| Schweden (IFPI)              | Platin                                                                 | (60.000)   |
| Schweiz (IFPI)               | 2× Platin                                                              | (80.000)   |
| Spanien (Promusicae)         | Platin                                                                 | (100.000)  |
| Vereinigte Staaten (RIAA)    | 7× Platin                                                              | 7.000.000  |
| Vereinigtes Königreich (BPI) | 3× Platin                                                              | (900.000)  |
| Insgesamt                    | 1× Silber · 5× Gold · 36× Platin ·                                     | 10.825.000 |

### The Diary of Alicia Keys
| Land/Region                  | Auszeichnungen für Musikverkäufe (Land/Region, Auszeichnung, Verkäufe) | Verkäufe    |
| ---------------------------- | ---------------------------------------------------------------------- | ----------- |
| Argentinien (CAPIF)          | Gold                                                                   | 20.000      |
| Australien (ARIA)            | 2× Platin                                                              | 140.000     |
| Belgien (BRMA)               | Gold                                                                   | 25.000      |
| Dänemark (IFPI)              | Platin                                                                 | 20.000      |
| Deutschland (BVMI)           | Platin                                                                 | 300.000     |
| Europa (IFPI)                | Platin                                                                 | (1.000.000) |
| Frankreich (SNEP)            | Gold                                                                   | 100.000     |
| Italien (FIMI)               | Gold                                                                   | 50.000      |
| Japan (RIAJ)                 | Gold                                                                   | 100.000     |
| Kanada (MC)                  | 2× Platin                                                              | 200.000     |
| Neuseeland (RMNZ)            | Platin                                                                 | 15.000      |
| Niederlande (NVPI)           | Platin                                                                 | 80.000      |
| Norwegen (IFPI)              | Gold                                                                   | 20.000      |
| Schweden (IFPI)              | Gold                                                                   | 40.000      |
| Schweiz (IFPI)               | Platin                                                                 | 40.000      |
| Singapur (RIAS)              | Gold                                                                   | 5.000       |
| Vereinigte Staaten (RIAA)    | 5× Platin                                                              | 5.000.000   |
| Vereinigtes Königreich (BPI) | Platin                                                                 | 300.000     |
| Insgesamt                    | 8× Gold · 16× Platin ·                                                 | 6.535.000   |

### Unplugged
| Land/Region                  | Auszeichnungen für Musikverkäufe (Land/Region, Auszeichnung, Verkäufe) | Verkäufe  |
| ---------------------------- | ---------------------------------------------------------------------- | --------- |
| Deutschland (BVMI)           | Gold                                                                   | 100.000   |
| Japan (RIAJ)                 | Gold                                                                   | 100.000   |
| Kanada (MC)                  | Gold                                                                   | 50.000    |
| Niederlande (NVPI)           | Gold                                                                   | 40.000    |
| Vereinigte Staaten (RIAA)    | Platin                                                                 | 1.000.000 |
| Vereinigtes Königreich (BPI) | Silber                                                                 | 60.000    |
| Insgesamt                    | 1× Silber · 4× Gold · 1× Platin ·                                      | 1.350.000 |

### As I Am
| Land/Region                  | Auszeichnungen für Musikverkäufe (Land/Region, Auszeichnung, Verkäufe) | Verkäufe    |
| ---------------------------- | ---------------------------------------------------------------------- | ----------- |
| Australien (ARIA)            | Platin                                                                 | 70.000      |
| Belgien (BRMA)               | Gold                                                                   | 15.000      |
| Deutschland (BVMI)           | Platin                                                                 | 200.000     |
| Europa (IFPI)                | Platin                                                                 | (1.000.000) |
| Frankreich (SNEP)            | Platin                                                                 | 200.000     |
| Irland (IRMA)                | Gold                                                                   | 7.500       |
| Italien (FIMI)               | —                                                                      | 100.000     |
| Japan (RIAJ)                 | Gold                                                                   | 100.000     |
| Kanada (MC)                  | 2× Platin                                                              | 200.000     |
| Neuseeland (RMNZ)            | 2× Platin                                                              | 30.000      |
| Niederlande (NVPI)           | Gold                                                                   | 35.000      |
| Österreich (IFPI)            | Gold                                                                   | 10.000      |
| Polen (ZPAV)                 | Platin                                                                 | 20.000      |
| Portugal (AFP)               | Platin                                                                 | 20.000      |
| Russland (NFPF)              | Gold                                                                   | 10.000      |
| Schweiz (IFPI)               | Platin                                                                 | 30.000      |
| Spanien (Promusicae)         | Gold                                                                   | 30.000      |
| Vereinigte Staaten (RIAA)    | 5× Platin                                                              | 5.000.000   |
| Vereinigtes Königreich (BPI) | 2× Platin                                                              | 600.000     |
| Insgesamt                    | 7× Gold · 18× Platin ·                                                 | 6.712.500   |

### The Element of Freedom
| Land/Region                  | Auszeichnungen für Musikverkäufe (Land/Region, Auszeichnung, Verkäufe) | Verkäufe  |
| ---------------------------- | ---------------------------------------------------------------------- | --------- |
| Australien (ARIA)            | Gold                                                                   | 35.000    |
| Dänemark (IFPI)              | Platin                                                                 | 20.000    |
| Deutschland (BVMI)           | Gold                                                                   | 100.000   |
| Frankreich (SNEP)            | Platin                                                                 | 100.000   |
| Italien (FIMI)               | Gold                                                                   | 35.000    |
| Japan (RIAJ)                 | Gold                                                                   | 100.000   |
| Kanada (MC)                  | Platin                                                                 | 80.000    |
| Neuseeland (RMNZ)            | Gold                                                                   | 7.500     |
| Niederlande (NVPI)           | Gold                                                                   | 25.000    |
| Polen (ZPAV)                 | Platin                                                                 | 20.000    |
| Schweiz (IFPI)               | Platin                                                                 | 30.000    |
| Spanien (Promusicae)         | Gold                                                                   | 30.000    |
| Vereinigte Staaten (RIAA)    | 2× Platin                                                              | 2.000.000 |
| Vereinigtes Königreich (BPI) | 3× Platin                                                              | 900.000   |
| Insgesamt                    | 7× Gold · 10× Platin ·                                                 | 3.482.500 |

### The Platinum Collection
| Land/Region                  | Auszeichnungen für Musikverkäufe (Land/Region, Auszeichnung, Verkäufe) | Verkäufe |
| ---------------------------- | ---------------------------------------------------------------------- | -------- |
| Portugal (AFP)               | 3× Platin                                                              | 60.000   |
| Vereinigtes Königreich (BPI) | Silber                                                                 | 60.000   |
| Insgesamt                    | 1× Silber · 3× Platin ·                                                | 120.000  |

### Girl on Fire
| Land/Region                  | Auszeichnungen für Musikverkäufe (Land/Region, Auszeichnung, Verkäufe) | Verkäufe  |
| ---------------------------- | ---------------------------------------------------------------------- | --------- |
| Australien (ARIA)            | Gold                                                                   | 35.000    |
| Deutschland (BVMI)           | Gold                                                                   | 100.000   |
| Frankreich (SNEP)            | Gold                                                                   | 50.000    |
| Kanada (MC)                  | Gold                                                                   | 40.000    |
| Neuseeland (RMNZ)            | Platin                                                                 | 15.000    |
| Niederlande (NVPI)           | Platin                                                                 | 50.000    |
| Philippinen (PARI)           | Gold                                                                   | 7.500     |
| Polen (ZPAV)                 | Gold                                                                   | 10.000    |
| Schweiz (IFPI)               | Gold                                                                   | 15.000    |
| Vereinigte Staaten (RIAA)    | Platin                                                                 | 1.000.000 |
| Vereinigtes Königreich (BPI) | Gold                                                                   | 100.000   |
| Insgesamt                    | 8× Gold · 3× Platin ·                                                  | 1.422.500 |

### Here
| Land/Region  | Auszeichnungen für Musikverkäufe (Land/Region, Auszeichnung, Verkäufe) | Verkäufe |
| ------------ | ---------------------------------------------------------------------- | -------- |
| Polen (ZPAV) | Gold                                                                   | 10.000   |
| Insgesamt    | 1× Gold ·                                                              | 10.000   |

## Auszeichnungen nach Singles

### Fallin’
| Land/Region                  | Auszeichnungen für Musikverkäufe (Land/Region, Auszeichnung, Verkäufe) | Verkäufe  |
| ---------------------------- | ---------------------------------------------------------------------- | --------- |
| Australien (ARIA)            | 3× Platin                                                              | 210.000   |
| Belgien (BRMA)               | Platin                                                                 | 50.000    |
| Dänemark (IFPI)              | Gold                                                                   | 45.000    |
| Deutschland (BVMI)           | Platin                                                                 | 500.000   |
| Frankreich (SNEP)            | Gold                                                                   | 100.000   |
| Italien (FIMI)               | Gold                                                                   | 25.000    |
| Kanada (MC)                  | 2× Platin                                                              | 160.000   |
| Neuseeland (RMNZ)            | Platin                                                                 | 10.000    |
| Niederlande (NVPI)           | Platin                                                                 | 60.000    |
| Norwegen (IFPI)              | Platin                                                                 | 20.000    |
| Österreich (IFPI)            | Gold                                                                   | 20.000    |
| Portugal (AFP)               | Gold                                                                   | 5.000     |
| Schweden (IFPI)              | Platin                                                                 | 30.000    |
| Schweiz (IFPI)               | Platin                                                                 | 40.000    |
| Spanien (Promusicae)         | Platin                                                                 | 60.000    |
| Vereinigte Staaten (RIAA)    | 4× Platin                                                              | 4.000.000 |
| Vereinigtes Königreich (BPI) | Platin                                                                 | 600.000   |
| Insgesamt                    | 5× Gold · 18× Platin ·                                                 | 5.935.000 |

### A Woman’s Worth
| Land/Region               | Auszeichnungen für Musikverkäufe (Land/Region, Auszeichnung, Verkäufe) | Verkäufe |
| ------------------------- | ---------------------------------------------------------------------- | -------- |
| Australien (ARIA)         | Gold                                                                   | 35.000   |
| Vereinigte Staaten (RIAA) | Gold                                                                   | 500.000  |
| Insgesamt                 | 2× Gold ·                                                              | 535.000  |

### Gangsta Lovin’
| Land/Region                  | Auszeichnungen für Musikverkäufe (Land/Region, Auszeichnung, Verkäufe) | Verkäufe |
| ---------------------------- | ---------------------------------------------------------------------- | -------- |
| Australien (ARIA)            | Platin                                                                 | 70.000   |
| Vereinigtes Königreich (BPI) | Silber                                                                 | 200.000  |
| Insgesamt                    | 1× Silber · 1× Platin ·                                                | 270.000  |

### You Don’t Know My Name
| Land/Region                  | Auszeichnungen für Musikverkäufe (Land/Region, Auszeichnung, Verkäufe) | Verkäufe  |
| ---------------------------- | ---------------------------------------------------------------------- | --------- |
| Vereinigte Staaten (RIAA)    | Platin                                                                 | 1.000.000 |
| Vereinigtes Königreich (BPI) | Silber                                                                 | 200.000   |
| Insgesamt                    | 1× Silber · 1× Platin ·                                                | 1.200.000 |

### If I Ain’t Got You
| Land/Region                  | Auszeichnungen für Musikverkäufe (Land/Region, Auszeichnung, Verkäufe) | Verkäufe  |
| ---------------------------- | ---------------------------------------------------------------------- | --------- |
| Australien (ARIA)            | 4× Platin                                                              | 280.000   |
| Deutschland (BVMI)           | Gold                                                                   | 150.000   |
| Italien (FIMI)               | Platin                                                                 | 70.000    |
| Japan (RIAJ)                 | Gold                                                                   | 100.000   |
| Kanada (MC)                  | 4× Platin                                                              | 320.000   |
| Neuseeland (RMNZ)            | 4× Platin                                                              | 120.000   |
| Portugal (AFP)               | Platin                                                                 | 10.000    |
| Spanien (Promusicae)         | Platin                                                                 | 60.000    |
| Südkorea (KMCA)              | —                                                                      | 133.920   |
| Vereinigte Staaten (RIAA)    | 7× Platin (Digital) · + Gold (Mastertone)                              | 7.500.000 |
| Vereinigtes Königreich (BPI) | 2× Platin                                                              | 1.200.000 |
| Insgesamt                    | 3× Gold · 24× Platin ·                                                 | 9.943.920 |

### Diary
| Land/Region               | Auszeichnungen für Musikverkäufe (Land/Region, Auszeichnung, Verkäufe) | Verkäufe  |
| ------------------------- | ---------------------------------------------------------------------- | --------- |
| Vereinigte Staaten (RIAA) | Platin                                                                 | 1.000.000 |
| Insgesamt                 | 1× Platin ·                                                            | 1.000.000 |

### My Boo
| Land/Region                  | Auszeichnungen für Musikverkäufe (Land/Region, Auszeichnung, Verkäufe) | Verkäufe  |
| ---------------------------- | ---------------------------------------------------------------------- | --------- |
| Dänemark (IFPI)              | Gold                                                                   | 45.000    |
| Deutschland (BVMI)           | Gold                                                                   | 150.000   |
| Kanada (MC)                  | 3× Platin                                                              | 240.000   |
| Neuseeland (RMNZ)            | 4× Platin                                                              | 120.000   |
| Vereinigte Staaten (RIAA)    | 5× Platin (Digital) · + Platin (Mastertone)                            | 6.000.000 |
| Vereinigtes Königreich (BPI) | Platin                                                                 | 600.000   |
| Insgesamt                    | 1× Gold · 14× Platin ·                                                 | 7.155.000 |

### Karma
| Land/Region               | Auszeichnungen für Musikverkäufe (Land/Region, Auszeichnung, Verkäufe) | Verkäufe  |
| ------------------------- | ---------------------------------------------------------------------- | --------- |
| Vereinigte Staaten (RIAA) | Gold (Mastertone) · + Gold (Digital)                                   | 1.000.000 |
| Insgesamt                 | 2× Gold ·                                                              | 1.000.000 |

### No One
| Land/Region                  | Auszeichnungen für Musikverkäufe (Land/Region, Auszeichnung, Verkäufe) | Verkäufe   |
| ---------------------------- | ---------------------------------------------------------------------- | ---------- |
| Australien (ARIA)            | 6× Platin                                                              | 420.000    |
| Belgien (BRMA)               | Gold                                                                   | 25.000     |
| Dänemark (IFPI)              | Platin                                                                 | 30.000     |
| Deutschland (BVMI)           | Gold                                                                   | 150.000    |
| Frankreich (SNEP)            | Gold                                                                   | 66.666     |
| Italien (FIMI)               | Platin                                                                 | 70.000     |
| Japan (RIAJ)                 | Gold (Downloads) · + Gold (Radio Edit, Mobile Downloads)               | 200.000    |
| Kanada (MC)                  | 2× Platin (Single) · + 2× Platin (Ringtone)                            | 160.000    |
| Mexiko (AMPROFON)            | 2× Platin                                                              | 120.000    |
| Neuseeland (RMNZ)            | 5× Platin                                                              | 150.000    |
| Portugal (AFP)               | Platin                                                                 | 10.000     |
| Schweden (IFPI)              | Platin                                                                 | 20.000     |
| Spanien (Promusicae)         | 2× Platin                                                              | 40.000     |
| Vereinigte Staaten (RIAA)    | Diamant (Digital) · + 2× Platin (Mastertone)                           | 12.000.000 |
| Vereinigtes Königreich (BPI) | 2× Platin                                                              | 1.200.000  |
| Insgesamt                    | 5× Gold · 27× Platin · 1× Diamant ·                                    | 14.661.666 |

### Like You’ll Never See Me Again
| Land/Region               | Auszeichnungen für Musikverkäufe (Land/Region, Auszeichnung, Verkäufe) | Verkäufe  |
| ------------------------- | ---------------------------------------------------------------------- | --------- |
| Vereinigte Staaten (RIAA) | Platin (Mastertone) · + Platin (Digital)                               | 2.000.000 |
| Insgesamt                 | 2× Platin ·                                                            | 2.000.000 |

### Superwoman
| Land/Region               | Auszeichnungen für Musikverkäufe (Land/Region, Auszeichnung, Verkäufe) | Verkäufe |
| ------------------------- | ---------------------------------------------------------------------- | -------- |
| Vereinigte Staaten (RIAA) | Gold                                                                   | 500.000  |
| Insgesamt                 | 1× Gold ·                                                              | 500.000  |

### Another Way to Die
| Land/Region                  | Auszeichnungen für Musikverkäufe (Land/Region, Auszeichnung, Verkäufe) | Verkäufe |
| ---------------------------- | ---------------------------------------------------------------------- | -------- |
| Australien (ARIA)            | Gold                                                                   | 35.000   |
| Dänemark (IFPI)              | Gold                                                                   | 15.000   |
| Vereinigtes Königreich (BPI) | Silber                                                                 | 200.000  |
| Insgesamt                    | 1× Silber · 2× Gold ·                                                  | 250.000  |

### Looking for Paradise
| Land/Region          | Auszeichnungen für Musikverkäufe (Land/Region, Auszeichnung, Verkäufe) | Verkäufe |
| -------------------- | ---------------------------------------------------------------------- | -------- |
| Spanien (Promusicae) | Platin                                                                 | 40.000   |
| Insgesamt            | 1× Platin ·                                                            | 40.000   |

### Empire State of Mind
| Land/Region                  | Auszeichnungen für Musikverkäufe (Land/Region, Auszeichnung, Verkäufe) | Verkäufe   |
| ---------------------------- | ---------------------------------------------------------------------- | ---------- |
| Australien (ARIA)            | 3× Platin                                                              | 210.000    |
| Belgien (BRMA)               | Platin                                                                 | 30.000     |
| Brasilien (PMB)              | 3× Platin                                                              | 180.000    |
| Dänemark (IFPI)              | Platin                                                                 | 30.000     |
| Deutschland (BVMI)           | Platin                                                                 | 300.000    |
| Frankreich (SNEP)            | Gold                                                                   | 150.000    |
| Italien (FIMI)               | 2× Platin                                                              | 60.000     |
| Japan (RIAJ)                 | Gold (Downloads) · + Gold (Digital)                                    | 200.000    |
| Neuseeland (RMNZ)            | 5× Platin                                                              | 150.000    |
| Österreich (IFPI)            | Gold                                                                   | 15.000     |
| Spanien (Promusicae)         | Platin                                                                 | 60.000     |
| Südkorea (KMCA)              | —                                                                      | 429.160    |
| Vereinigte Staaten (RIAA)    | Diamant (Digital) · + 3× Platin (Mastertone)                           | 13.000.000 |
| Vereinigtes Königreich (BPI) | 3× Platin                                                              | 1.800.000  |
| Insgesamt                    | 4× Gold · 23× Platin · 1× Diamant ·                                    | 16.614.160 |

### Doesn’t Mean Anything
| Land/Region                  | Auszeichnungen für Musikverkäufe (Land/Region, Auszeichnung, Verkäufe) | Verkäufe |
| ---------------------------- | ---------------------------------------------------------------------- | -------- |
| Südkorea (KMCA)              | —                                                                      | 93.006   |
| Vereinigte Staaten (RIAA)    | Gold                                                                   | 500.000  |
| Vereinigtes Königreich (BPI) | Silber                                                                 | 200.000  |
| Insgesamt                    | 1× Silber · 1× Gold ·                                                  | 793.006  |

### Try Sleeping with a Broken Heart
| Land/Region                  | Auszeichnungen für Musikverkäufe (Land/Region, Auszeichnung, Verkäufe) | Verkäufe  |
| ---------------------------- | ---------------------------------------------------------------------- | --------- |
| Dänemark (IFPI)              | Gold                                                                   | 15.000    |
| Kanada (MC)                  | Gold                                                                   | 20.000    |
| Südkorea (KMCA)              | —                                                                      | 75.466    |
| Vereinigte Staaten (RIAA)    | Platin                                                                 | 1.000.000 |
| Vereinigtes Königreich (BPI) | Platin                                                                 | 600.000   |
| Insgesamt                    | 2× Gold · 2× Platin ·                                                  | 1.710.466 |

### Put It in a Love Song
| Land/Region       | Auszeichnungen für Musikverkäufe (Land/Region, Auszeichnung, Verkäufe) | Verkäufe |
| ----------------- | ---------------------------------------------------------------------- | -------- |
| Australien (ARIA) | Platin                                                                 | 70.000   |
| Südkorea (KMCA)   | —                                                                      | 210.947  |
| Insgesamt         | 1× Platin ·                                                            | 280.947  |

### Empire State of Mind (Part II) Broken Down
| Land/Region                  | Auszeichnungen für Musikverkäufe (Land/Region, Auszeichnung, Verkäufe) | Verkäufe  |
| ---------------------------- | ---------------------------------------------------------------------- | --------- |
| Australien (ARIA)            | 2× Platin                                                              | 140.000   |
| Dänemark (IFPI)              | Platin                                                                 | 30.000    |
| Deutschland (BVMI)           | 3× Gold                                                                | 450.000   |
| Italien (FIMI)               | Gold                                                                   | 15.000    |
| Neuseeland (RMNZ)            | Platin                                                                 | 30.000    |
| Portugal (AFP)               | Gold                                                                   | 5.000     |
| Spanien (Promusicae)         | Gold                                                                   | 30.000    |
| Vereinigte Staaten (RIAA)    | Platin                                                                 | 1.000.000 |
| Vereinigtes Königreich (BPI) | 2× Platin                                                              | 1.200.000 |
| Insgesamt                    | 4× Gold · 8× Platin ·                                                  | 2.900.000 |

### Un-Thinkable (I’m Ready)
| Land/Region                  | Auszeichnungen für Musikverkäufe (Land/Region, Auszeichnung, Verkäufe) | Verkäufe  |
| ---------------------------- | ---------------------------------------------------------------------- | --------- |
| Vereinigte Staaten (RIAA)    | 4× Platin                                                              | 4.000.000 |
| Vereinigtes Königreich (BPI) | Silber                                                                 | 200.000   |
| Insgesamt                    | 1× Silber · 4× Platin ·                                                | 4.200.000 |

### All of the Lights
| Land/Region                  | Auszeichnungen für Musikverkäufe (Land/Region, Auszeichnung, Verkäufe) | Verkäufe  |
| ---------------------------- | ---------------------------------------------------------------------- | --------- |
| Australien (ARIA)            | 2× Platin                                                              | 140.000   |
| Brasilien (PMB)              | Gold                                                                   | 30.000    |
| Dänemark (IFPI)              | Platin                                                                 | 90.000    |
| Deutschland (BVMI)           | Gold                                                                   | 150.000   |
| Italien (FIMI)               | Gold                                                                   | 50.000    |
| Neuseeland (RMNZ)            | 4× Platin                                                              | 120.000   |
| Vereinigte Staaten (RIAA)    | 7× Platin                                                              | 7.000.000 |
| Vereinigtes Königreich (BPI) | 2× Platin                                                              | 1.200.000 |
| Insgesamt                    | 3× Gold · 16× Platin ·                                                 | 8.780.000 |

### Girl on Fire
| Land/Region                  | Auszeichnungen für Musikverkäufe (Land/Region, Auszeichnung, Verkäufe) | Verkäufe   |
| ---------------------------- | ---------------------------------------------------------------------- | ---------- |
| Australien (ARIA)            | 6× Platin                                                              | 420.000    |
| Belgien (BRMA)               | Gold                                                                   | 15.000     |
| Dänemark (IFPI)              | Gold                                                                   | 15.000     |
| Deutschland (BVMI)           | Platin                                                                 | 300.000    |
| Finnland (IFPI)              | Gold                                                                   | 14.713     |
| Frankreich (SNEP)            | —                                                                      | 108.400    |
| Italien (FIMI)               | Platin                                                                 | 30.000     |
| Kanada (MC)                  | 2× Platin                                                              | 160.000    |
| Mexiko (AMPROFON)            | 3× Platin                                                              | 180.000    |
| Neuseeland (RMNZ)            | 3× Platin                                                              | 90.000     |
| Niederlande (NVPI)           | Gold                                                                   | 10.000     |
| Österreich (IFPI)            | Gold                                                                   | 15.000     |
| Portugal (AFP)               | Gold                                                                   | 5.000      |
| Schweden (IFPI)              | Platin                                                                 | 40.000     |
| Schweiz (IFPI)               | 2× Platin                                                              | 60.000     |
| Spanien (Promusicae)         | Platin                                                                 | 60.000     |
| Südkorea (KMCA)              | —                                                                      | 240.153    |
| Vereinigte Staaten (RIAA)    | 8× Platin                                                              | 8.000.000  |
| Vereinigtes Königreich (BPI) | 2× Platin                                                              | 1.200.000  |
| Insgesamt                    | 6× Gold · 30× Platin ·                                                 | 10.984.266 |

### Brand New Me
| Land/Region               | Auszeichnungen für Musikverkäufe (Land/Region, Auszeichnung, Verkäufe) | Verkäufe |
| ------------------------- | ---------------------------------------------------------------------- | -------- |
| Vereinigte Staaten (RIAA) | Gold                                                                   | 500.000  |
| Insgesamt                 | 1× Gold ·                                                              | 500.000  |

### Fire We Make
| Land/Region               | Auszeichnungen für Musikverkäufe (Land/Region, Auszeichnung, Verkäufe) | Verkäufe |
| ------------------------- | ---------------------------------------------------------------------- | -------- |
| Vereinigte Staaten (RIAA) | Gold                                                                   | 500.000  |
| Insgesamt                 | 1× Gold ·                                                              | 500.000  |

### In Common
| Land/Region               | Auszeichnungen für Musikverkäufe (Land/Region, Auszeichnung, Verkäufe) | Verkäufe |
| ------------------------- | ---------------------------------------------------------------------- | -------- |
| Vereinigte Staaten (RIAA) | Gold                                                                   | 500.000  |
| Insgesamt                 | 1× Gold ·                                                              | 500.000  |

### Show Me Love
| Land/Region               | Auszeichnungen für Musikverkäufe (Land/Region, Auszeichnung, Verkäufe) | Verkäufe  |
| ------------------------- | ---------------------------------------------------------------------- | --------- |
| Vereinigte Staaten (RIAA) | Platin                                                                 | 1.000.000 |
| Insgesamt                 | 1× Platin ·                                                            | 1.000.000 |

### Underdog
| Land/Region               | Auszeichnungen für Musikverkäufe (Land/Region, Auszeichnung, Verkäufe) | Verkäufe  |
| ------------------------- | ---------------------------------------------------------------------- | --------- |
| Deutschland (BVMI)        | Gold                                                                   | 200.000   |
| Frankreich (SNEP)         | Gold                                                                   | 100.000   |
| Kanada (MC)               | Gold                                                                   | 40.000    |
| Österreich (IFPI)         | Platin                                                                 | 30.000    |
| Schweiz (IFPI)            | Gold                                                                   | 10.000    |
| Vereinigte Staaten (RIAA) | Platin                                                                 | 1.000.000 |
| Insgesamt                 | 4× Gold · 2× Platin ·                                                  | 1.380.000 |

### So Done
| Land/Region     | Auszeichnungen für Musikverkäufe (Land/Region, Auszeichnung, Verkäufe) | Verkäufe |
| --------------- | ---------------------------------------------------------------------- | -------- |
| Brasilien (PMB) | Gold                                                                   | 20.000   |
| Insgesamt       | 1× Gold ·                                                              | 20.000   |

### City of Gods
| Land/Region               | Auszeichnungen für Musikverkäufe (Land/Region, Auszeichnung, Verkäufe) | Verkäufe |
| ------------------------- | ---------------------------------------------------------------------- | -------- |
| Vereinigte Staaten (RIAA) | Gold                                                                   | 500.000  |
| Insgesamt                 | 1× Gold ·                                                              | 500.000  |

## Auszeichnungen nach Liedern

### I Will Pray (Pregherò)
| Land/Region    | Auszeichnungen für Musikverkäufe (Land/Region, Auszeichnung, Verkäufe) | Verkäufe |
| -------------- | ---------------------------------------------------------------------- | -------- |
| Italien (FIMI) | Gold                                                                   | 15.000   |
| Insgesamt      | 1× Gold ·                                                              | 15.000   |

## Auszeichnungen nach Autorenbeteiligungen und Produktionen

### Million Dollar Bill (Whitney Houston)
| Land/Region                  | Auszeichnungen für Musikverkäufe (Land/Region, Auszeichnung, Verkäufe) | Verkäufe |
| ---------------------------- | ---------------------------------------------------------------------- | -------- |
| Vereinigtes Königreich (BPI) | Gold                                                                   | 400.000  |
| Insgesamt                    | 1× Gold ·                                                              | 400.000  |

### Living for Love (Madonna)
| Land/Region    | Auszeichnungen für Musikverkäufe (Land/Region, Auszeichnung, Verkäufe) | Verkäufe |
| -------------- | ---------------------------------------------------------------------- | -------- |
| Italien (FIMI) | Gold                                                                   | 25.000   |
| Insgesamt      | 1× Gold ·                                                              | 25.000   |

## Auszeichnungen nach Musikstreamings

### Empire State of Mind
| Land/Region     | Auszeichnungen für Musikverkäufe (Land/Region, Auszeichnung, Verkäufe) | Verkäufe |
| --------------- | ---------------------------------------------------------------------- | -------- |
| Dänemark (IFPI) | Gold                                                                   | 900.000  |
| Insgesamt       | 1× Gold ·                                                              | 900.000  |

### Girl on Fire
| Land/Region     | Auszeichnungen für Musikverkäufe (Land/Region, Auszeichnung, Verkäufe) | Verkäufe  |
| --------------- | ---------------------------------------------------------------------- | --------- |
| Dänemark (IFPI) | Platin                                                                 | 1.800.000 |
| Insgesamt       | 1× Platin ·                                                            | 1.800.000 |

## Auszeichnungen nach Videoalben

### Unplugged
| Land/Region               | Auszeichnungen für Musikverkäufe (Land/Region, Auszeichnung, Verkäufe) | Verkäufe |
| ------------------------- | ---------------------------------------------------------------------- | -------- |
| Australien (ARIA)         | Gold                                                                   | 17.500   |
| Frankreich (SNEP)         | Gold                                                                   | 50.000   |
| Kanada (MC)               | Platin                                                                 | 10.000   |
| Vereinigte Staaten (RIAA) | Gold                                                                   | 50.000   |
| Insgesamt                 | 3× Gold · 1× Platin ·                                                  | 127.500  |

## Statistik und Quellen
| Land/RegionAuszeichnungen für Musikverkäufe (Land/Region, Auszeichnungen, Verkäufe, Quellen) | Silber       | Gold       | Platin         | Diamant     | Verkäufe    | Quellen                                                    |
| -------------------------------------------------------------------------------------------- | ------------ | ---------- | -------------- | ----------- | ----------- | ---------------------------------------------------------- |
| Argentinien (CAPIF)                                                                          | —            | Gold1      | —              | —           | 20.000      | capif.org.ar                                               |
| Australien (ARIA)                                                                            | —            | 5× Gold5   | 32× Platin32   | —           | 2.397.500   | aria.com.au                                                |
| Belgien (BRMA)                                                                               | —            | 5× Gold5   | 2× Platin2     | —           | 185.000     | ultratop.be                                                |
| Brasilien (PMB)                                                                              | —            | 2× Gold2   | 3× Platin3     | —           | 230.000     | pro-musicabr.org.br                                        |
| Dänemark (IFPI)                                                                              | —            | 6× Gold6   | 8× Platin8     | —           | 405.000     | ifpi.dk                                                    |
| Deutschland (BVMI)                                                                           | —            | 9× Gold9   | 7× Platin7     | —           | 3.450.000   | musikindustrie.de                                          |
| Europa (IFPI)                                                                                | —            | —          | 5× Platin5     | —           | (5.000.000) | ifpi.org (Memento vom 1. Januar 2014 im Internet Archive)  |
| Finnland (IFPI)                                                                              | —            | Gold1      | —              | —           | 14.713      | ifpi.fi                                                    |
| Frankreich (SNEP)                                                                            | —            | 7× Gold7   | 3× Platin3     | —           | 1.325.066   | infodisc.fr snepmusique.com                                |
| Irland (IRMA)                                                                                | —            | Gold1      | 4× Platin4     | —           | 67.500      | irishcharts.ie                                             |
| Italien (FIMI)                                                                               | —            | 7× Gold7   | 8× Platin8     | —           | 785.000     | fimi.it                                                    |
| Japan (RIAJ)                                                                                 | —            | 10× Gold10 | —              | —           | 1.000.000   | riaj.or.jp JP2                                             |
| Kanada (MC)                                                                                  | —            | 4× Gold4   | 26× Platin26   | —           | 2.180.000   | musiccanada.com                                            |
| Kroatien (HDU)                                                                               | Silber1      | —          | —              | —           | 3.000       | hgu.hr                                                     |
| Mexiko (AMPROFON)                                                                            | —            | —          | 5× Platin5     | —           | 300.000     | amprofon.com.mx                                            |
| Neuseeland (RMNZ)                                                                            | —            | Gold1      | 32× Platin32   | —           | 872.500     | aotearoamusiccharts.co.nz NZ2 NZ3                          |
| Niederlande (NVPI)                                                                           | —            | 4× Gold4   | 5× Platin5     | —           | 460.000     | nvpi.nl                                                    |
| Norwegen (IFPI)                                                                              | —            | 2× Gold2   | Platin1        | —           | 65.000      | ifpi.no (Memento vom 5. November 2012 im Internet Archive) |
| Österreich (IFPI)                                                                            | —            | 5× Gold5   | Platin1        | —           | 110.000     | ifpi.at                                                    |
| Philippinen (PARI)                                                                           | —            | Gold1      | —              | —           | 7.500       | pari.com.ph                                                |
| Polen (ZPAV)                                                                                 | —            | 3× Gold3   | 2× Platin2     | —           | 80.000      | olis.pl                                                    |
| Portugal (AFP)                                                                               | —            | 3× Gold3   | 6× Platin6     | —           | 115.000     | Einzelnachweise                                            |
| Russland (NFPF)                                                                              | —            | Gold1      | —              | —           | 10.000      | 2m-online.ru                                               |
| Schweden (IFPI)                                                                              | —            | Gold1      | 4× Platin4     | —           | 190.000     | sverigetopplistan.se                                       |
| Schweiz (IFPI)                                                                               | —            | 2× Gold2   | 8× Platin8     | —           | 195.000     | hitparade.ch                                               |
| Singapur (RIAS)                                                                              | —            | Gold1      | —              | —           | 5.000       | rias.org.sg                                                |
| Spanien (Promusicae)                                                                         | —            | 3× Gold3   | 8× Platin8     | —           | 510.000     | elportaldemusica.es ES2                                    |
| Südkorea (KMCA)                                                                              | —            | —          | —              | —           | 1.182.652   | Einzelnachweise                                            |
| Vereinigte Staaten (RIAA)                                                                    | —            | 11× Gold11 | 70× Platin70   | 2× Diamant2 | 95.545.000  | riaa.com                                                   |
| Vereinigtes Königreich (BPI)                                                                 | 9× Silber9   | Gold1      | 25× Platin25   | —           | 13.920.000  | bpi.co.uk                                                  |
| Insgesamt                                                                                    | 10× Silber10 | 97× Gold97 | 265× Platin265 | 2× Diamant2 |             |                                                            |